# Iris ensata
Iris du Japon
Ne doit pas être confondu avec Iris japonica.
Espèce
Synonymes
- Iris caricifolia Pall. ex Link[1]
- Iris doniana Spach[1]
- Iris ensata var. spontanea (Makino) Nakai[1]
- Iris graminea Thunb.[1]
- Iris kaempferi Siebold ex Lem.[1]
- Iris laevigata var. hortensis Maxim.[1]
- Joniris doniana (Spach) Klatt[1]
- Joniris longifolia Klatt[1]
- Limniris ensata (Thunb.) Rodion.[1]
- Xiphion donianum (Spach) Alef.[1]

Iris ensata, ou l’Iris du Japon, est une plante vivace de la famille des iridacées. À l'état sauvage, elle se rencontre en Asie de l'Est. Des variétés horticoles, utilisées comme plantes ornementales, sont créées, au Japon, depuis des siècles.

## Nom vernaculaire
- Iris du Japon, monde francophone[2],[3].
- Nohanashōbu[l 1], Yamashōbu[l 2] ou dondobana[l 3], Japon[5],[6] ;
- Japanese Iris ou Sword-Leaf Iris, monde anglophone[7],[3].

## Description
Les feuilles de l'Iris du Japon, une plante à fleurs, sont alternes, ensiformes et à base engainante. Leur taille varie de 60 cm à plus d'un mètre de longueur et 1,2 cm de largeur. La tige, qui supporte une seule fleur, s'élève de 7,5 à 25 cm, au-dessus des feuilles basales. La corolle florale, d'un diamètre d'une dizaine de centimètres, s'étend sur un calice composé de trois sépales. Les fleurs peuvent être mauves, violettes, blanches ou roses.

## Distribution
La forme sauvage de l'Iris du Japon se maintient dans son milieu naturel en Asie de l'Est (Japon, Corée, Mandchourie) et en Sibérie,.

## Habitat
L'espèce Iris ensata prospère dans les zones humides de plaine ou de montagne (jusqu'à 1 700 m d'altitude), le long de cours d'eau ou en bordure d'étendue lacustre,,.
Le bourg de Meiwa, situé dans la préfecture de Mie, au Japon, possède un parc floral dans lequel sont entrenues des colonies d'Iris du Japon, appelées « iris de Saigū » et classées monument naturel national depuis 1936. Dans cette zone humide, les fleurs d'iris, qui s'épanouissent de début juin à mi-mai, sont d'un violet intense,,.

## Découverte
Le nom binominal, Iris ensata, a été attribué en 1837, après la découverte de l'espèce dans les environs du lac Baïkal, dans le Sud de la Sibérie, en Russie orientale.

## Utilisation
Au Japon, avant l'introduction du calendrier chinois au milieu du IXe siècle, l'observation des variations climatiques saisonnières règle les étapes de la culture du riz. En particulier, la floraison des iris annonce l'ouverture de la saison des pluies, période de mise en terre des plants de riz. La plus ancienne description livresque d'iris sauvage est l'œuvre de Jien, moine bouddhiste et poète de l'époque de Kamakura (1185–1333). À partir de l'époque d'Edo (1603-1868), la culture de l'iris comme plante ornementale se développe. Des manuels de jardinage la décrivant sont publiés. Des milliers de cultivars d'Iris ensata sont créés, sous le nom générique d'Iris ensata var. ensata,,.

## Variétés
Selon Tropicos (5 avril 2020) :

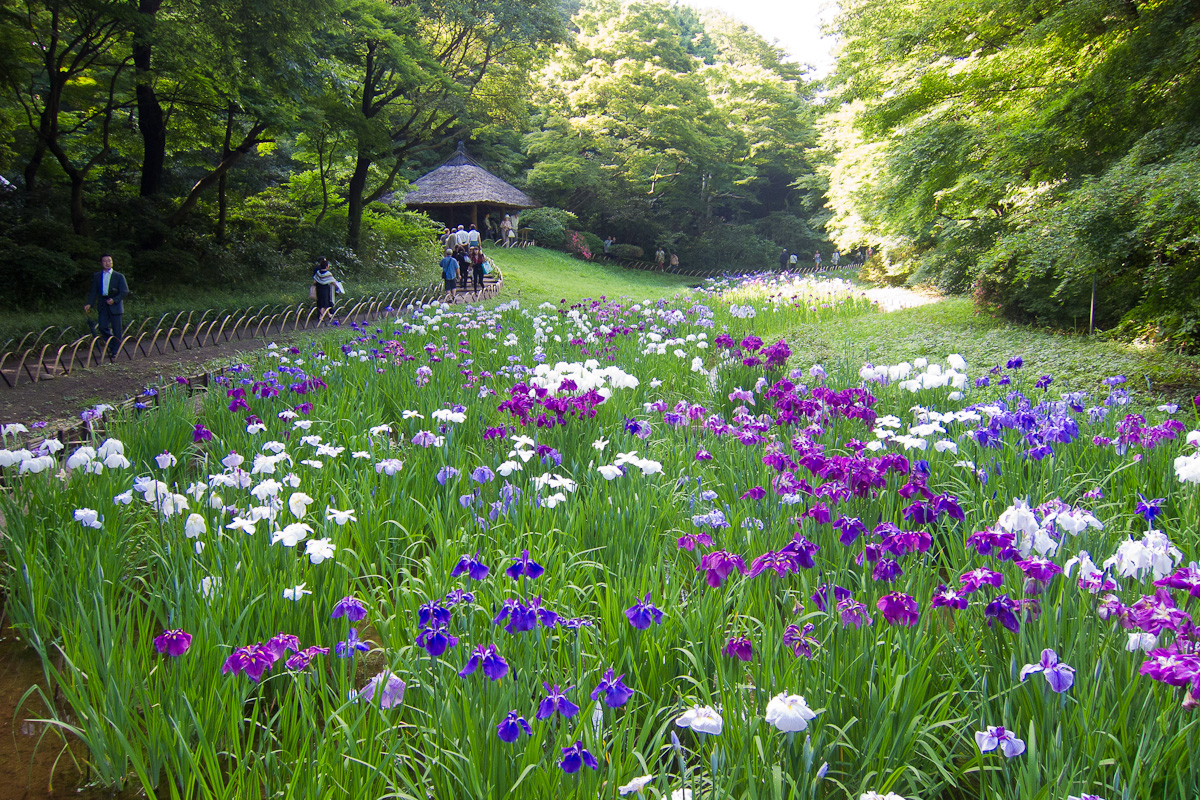
Des Iris d'Edo dans un jardin du sanctuaire Meiji à Tokyo.

- variété Iris ensata var. chinensis (Fisch.) Maxim. ;
- variété Iris ensata var. ensata ;
- variété Iris ensata var. hortensis Makino & Nemoto.

Au Japon, la variété Iris ensata var. ensata correspond à trois traditions horticoles. La première naît durant le dernier quart du shogunat Tokugawa (1603 à 1867), à Edo, ancien nom de Tokyo. Elle met en valeur l'Iris d'Edo,,,. La deuxième, fille de celle d'Edo, émerge dans l'ancienne provinde de Higo (la préfecture de Kumamoto, depuis le début de l'ère Meiji (1868-1912)), sur l'île de Kyūshū. Elle a pour symbole l'Iris de Higo,,. L'histoire de la troisième est incertaine. Originaire de la province d'Ise, elle serait issue de tentatives d'améliorer des espèces sauvages locales. Sa fleur emblématique est appelée Iris d'Ise ou Iris de Matsusaka,,,.

## Galerie

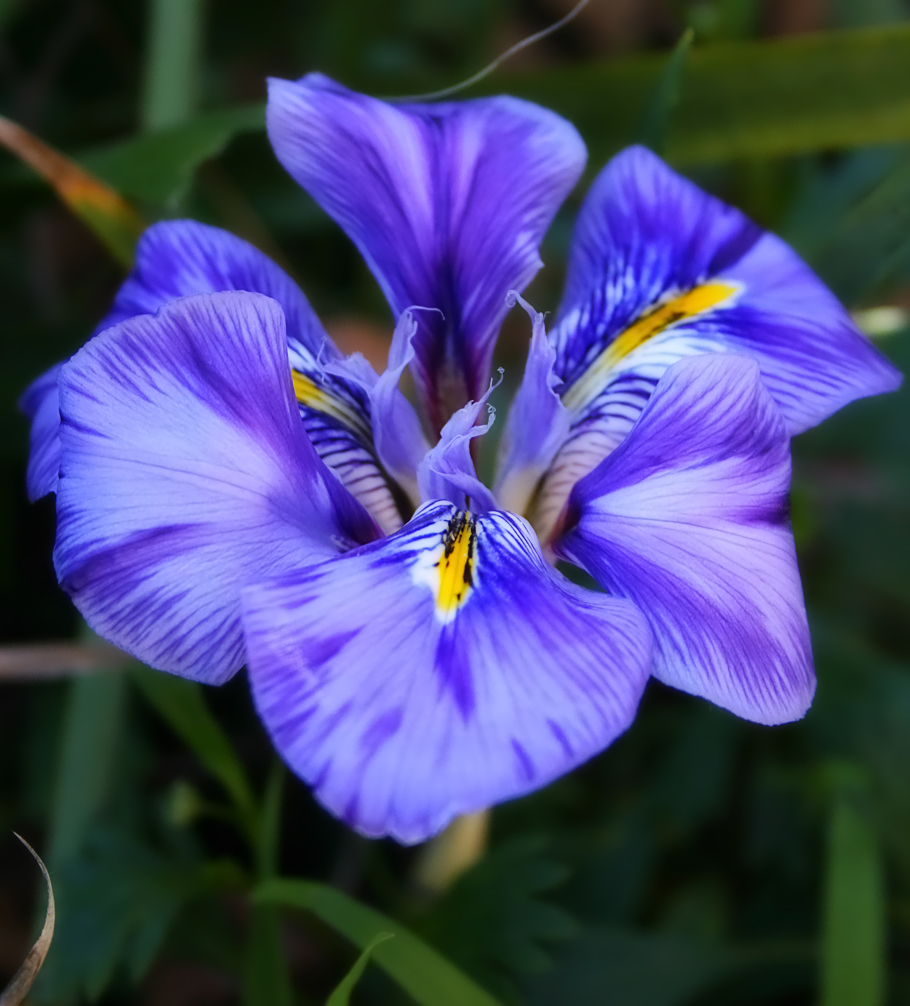
’Blue Australian’.
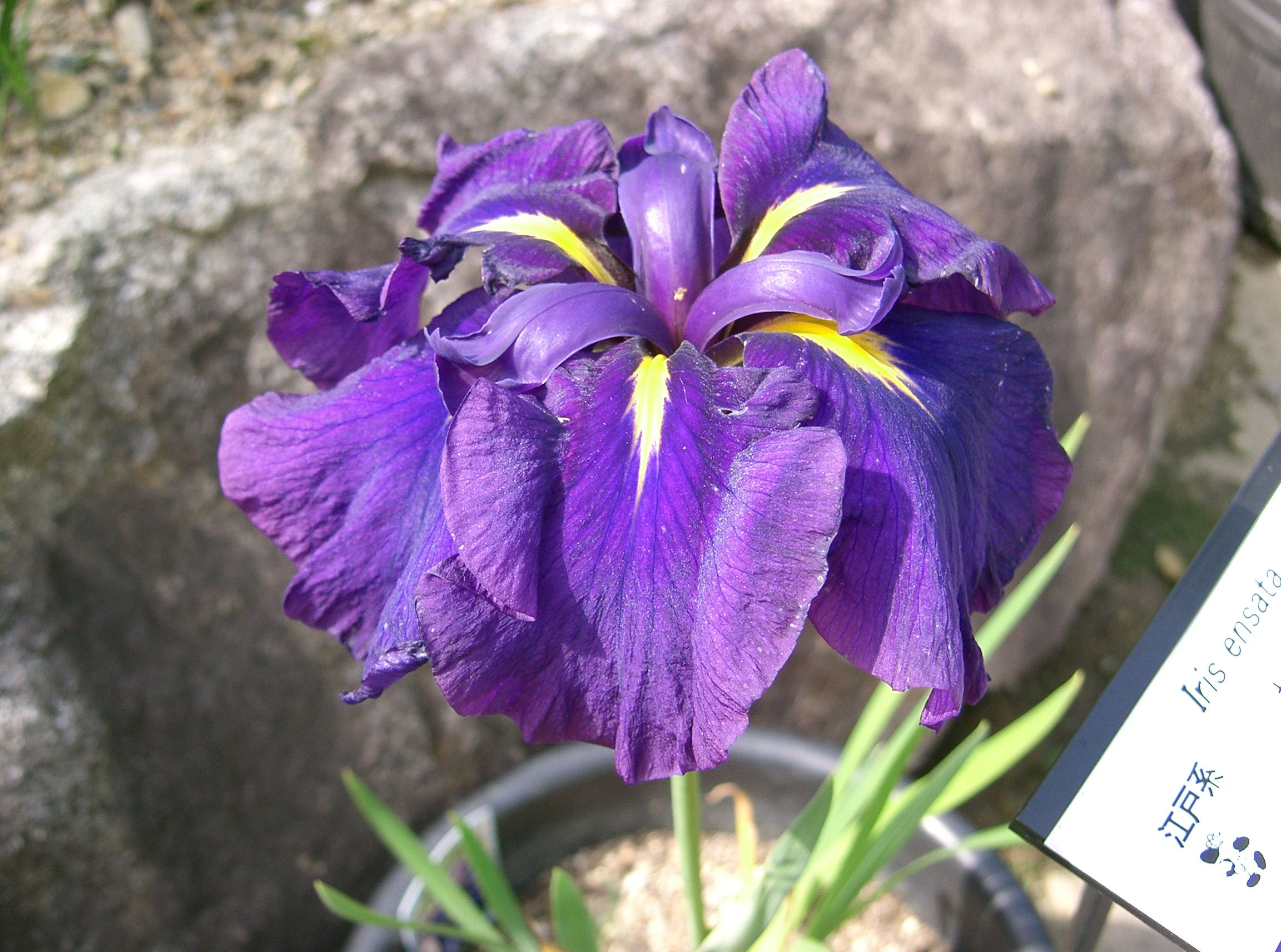
Iris ensata var. ensata.
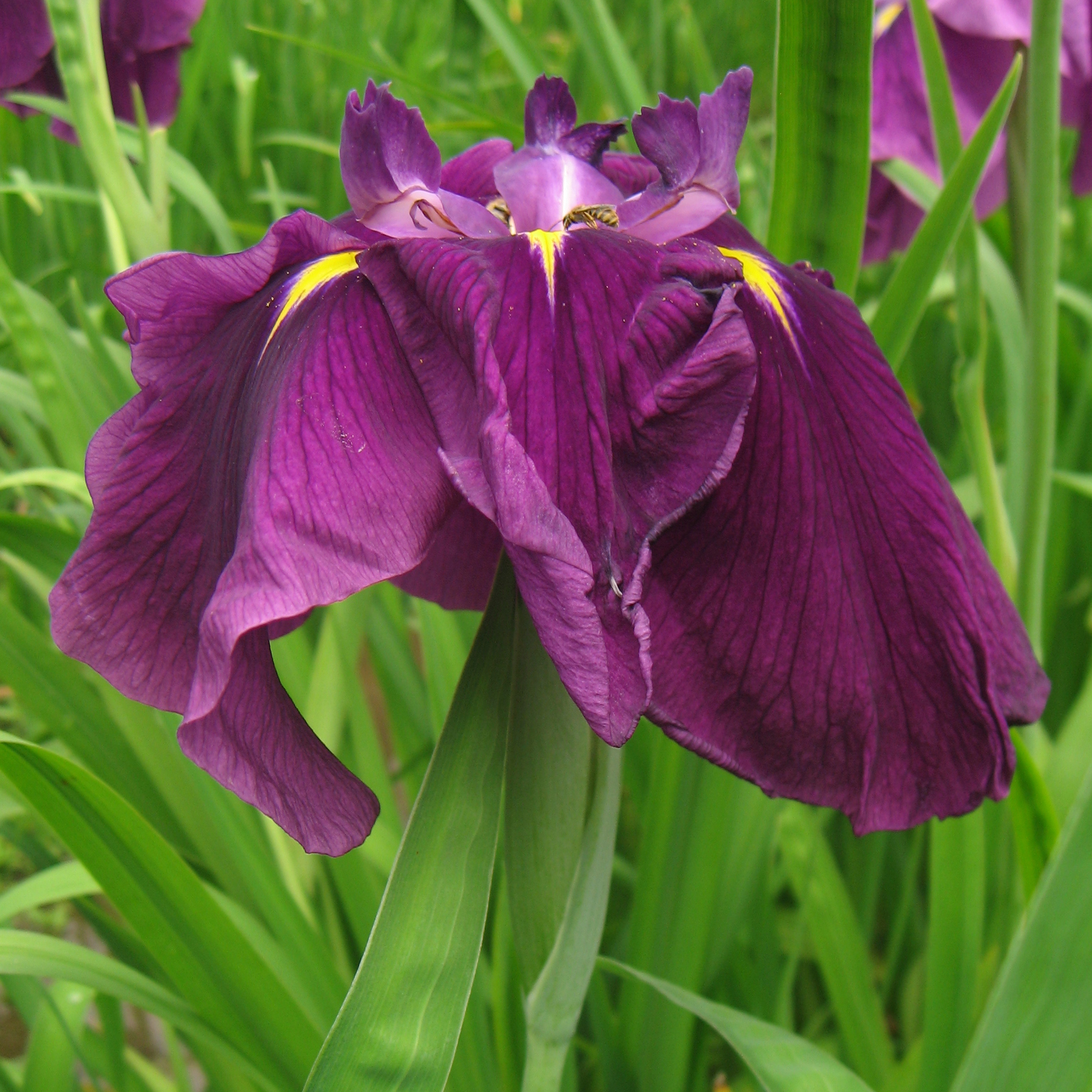
’Narihira’.
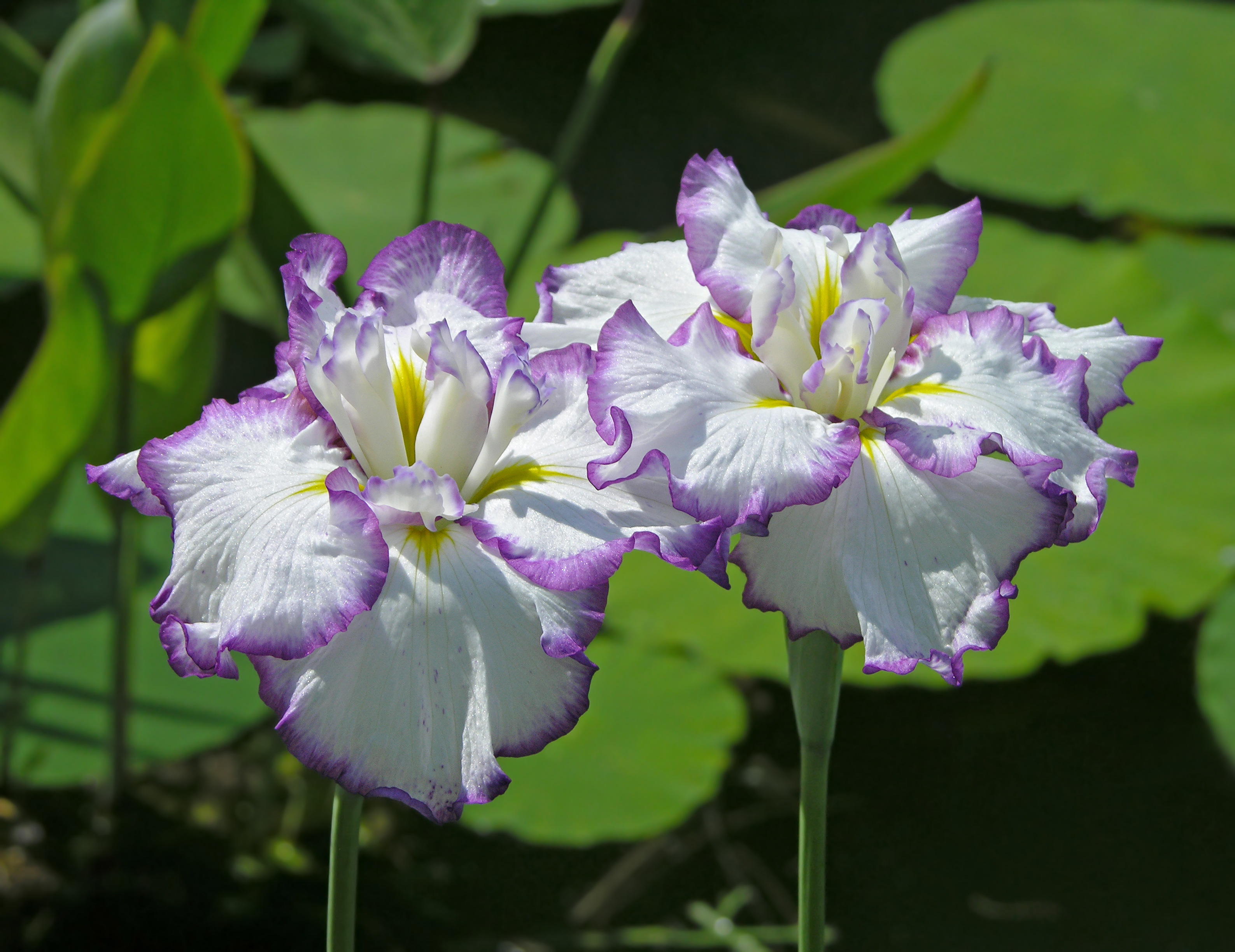
‘Arctic Fancy’.